# Polinomio osculatore
In matematica applicata, si definisce polinomio osculatore un polinomio interpolatore che nei nodi {\displaystyle x_{i}} (i = 1, ..., n) soddisfa alcune condizioni più restrittive in aggiunta alla semplice interpolazione di punti:
{\displaystyle P^{(k)}(x_{i})=f^{(k)}(x_{i}),k\in {\{0,...,l\}}}
Si hanno i seguenti casi particolari:
- per {\displaystyle l=0} si ha l'interpolazione di Lagrange;
- per {\displaystyle l=1} si ha l'interpolazione di Hermite.

## Polinomio osculatore di Hermite
Dati {\displaystyle n+1} nodi {\displaystyle x_{i}} il polinomio osculatore di Hermite è un polinomio di grado al più {\displaystyle 2n+1} tale che:
- {\displaystyle p(x_{i})=f(x_{i})}

- {\displaystyle p'(x_{i})=f'(x_{i})}

per i che va da 0 a n.
Può essere rappresentato nella forma:
{\displaystyle p(x)=\sum _{j=0}^{n}U_{j}(x)f(x_{j})+\sum _{j=0}^{n}V_{j}(x)f'(x_{j})}
dove a loro volta i polinomi {\displaystyle U_{j}(x)}e {\displaystyle V_{j}(x)} sono funzioni dei polinomi di Lagrange:
- {\displaystyle U_{j}(x)=[1-2L'_{j}(x_{j})(x-x_{j})]L_{j}^{2}(x)}
- {\displaystyle V_{j}(x)=(x-x_{j})L_{j}^{2}(x)}

Si può quindi facilmente verificare che:
1. I polinomi U e V hanno grado 2n + 1
2. valgono le relazioni proprie dei polinomi di Lagrange.